# Метаморфози кореня
Метаморфо́зи ко́реня (від грец. metamorphosis — «перетворення») — зміни форми й будови кореня, які виникли в процесі історичного розвитку в зв'язку із зміною функцій і успадковоються.
Існує низка метаморфоз коренів:
1. Мікоризні корені — спеціалізація, під час якої виникає симбіоз із грибами, унаслідок чого розвивається ендомікориза (гриб проникає всередину тканин кореня), ектомікориза (гриб закріплюється на поверхні коренів або приникає лише частково).
2. Азотфіксуючі бульбочки — окремі рослини схильні до особливого типу спеціалізації, під час якої їх корені вступають в ендосимбіоз з азотфіксуючими бактеріями, що розвиваються в бічних або додаткових коренях і допомагають рослині засвоювати азот.
3. Корені шишки — бічні або додаткові корені з бульбоподібними вздуттями, у яких накопичуються поживні речовини.
4. Повітряні корені — формуються в багатьох тропічних епіфітів, зокрема у бромелієвих і зозулинцевих; відрізняються тим, що вільно ростуть у повітрі вкриті тканиною — велатоном, мертві клітини якої абсорбують вологу з повітря.
5. Гаусторії — додаткові видозмінені корені або їхні відгалуження в рослин-паразитів, що проникають у тканини рослин-паразитів, що проникають у тканини рослини-живителя, закріплюючи паразита і беруть участь у його живлення за рахунок поглинання метаболітів рослини-живителя.
6. Корені-причіпки — короткі спеціалізовані додаткові корені деяких ліан, що проникають у тріщини в субстаті і якореподібно розростаються, допомагаючи рослині закріпитися на субстаті.[2]

1. ↑  Неведомська, Є. О. (2013). Ботаніка (Українською) . Київ: Центр учбової літератури. с. 218. ISBN 9786176731344.
2. ↑  Григора, І. М. (2000). Ботаніка (Українською) . Київ: Фітосоціоцентр. с. 194. ISBN 9667459926.